# Daniel José Older
Œuvres principales
- Baroud d'honneur

Daniel José Older, né aux États-Unis, est un écrivain américain de science-fiction et de fantasy.

## Œuvres

### SérieBone Street Rumba
1. (en) Half-Resurrection Blues, 2015
2. (en) Midnight Taxi Tango, 2016
3. (en) Battle Hill Bolero, 2017

- (en) Salsa Nocturna, 2012, recueil de nouvelles

### SérieThe Shadowshaper Cypher
1. (en) Shadowshaper, 2015
2. (en) Shadowhouse Fall, 2017
3. (en) Shadowshaper Legacy, 2020

### SérieDactyl Hill Squad
1. (en) Dactyl Hill Squad, 2018
2. (en) Freedom Fire, 2019
3. (en) Thunder Run, 2020

### SérieOutlaw Saints
1. (en) Ballad & Dagger, 2022
2. (en) Last Canto of the Dead, 2023

### UniversStar Wars

#### Roman indépendant
- Baroud d'honneur, Pocket, coll. « Star Wars » no 163, 2018 ((en) Last Shot, 2018), trad. Sandy Julien, 448 p.  (ISBN 978-2-266-28910-8)

#### SérieLa Haute République

##### Phase I:La Lumière des Jedi

###### Romans
- La Tour des Trompe-la-mort, Hachette Jeunesse, coll. « Bibliothèque verte », 2021 ((en) Race to Crashpoint Tower, 2021), trad. Julien Bétan, 192 p.  (ISBN 978-2-01-628928-0)
- Horizon funèbre, Pocket, coll. « Star Wars » no 189, 2022 ((en) Midnight Horizon, 2022), trad. Julien Bétan, 480 p.  (ISBN 978-2-266-32499-1)

###### Comics
- Les Aventures 1 : Collision imminente, Panini Comics, 2021 ((en) The High Republic Adventures 1, 2021)
- Les Aventures 2 : Mission Bilbousa, Panini Comics, 2022 ((en) The High Republic Adventures 2, 2022)
- Les Aventures 3 : Pour la lumière et pour la vie, Panini Comics, 2022 ((en) The High Republic Adventures 3, 2022)
- Les Aventures : Le Monstre du pic du Temple, Panini Comics, 2022 ((en) The High Republic Adventures: The Monster of Temple Peak, 2022)

##### Phase II:La Quête des Jedi

###### Comics
- Les Aventures 1 : Padawan ou Pirate ?, Panini Comics, 2023 ((en) The High Republic Adventures 1, 2023)
- Les Aventures 2 : La Destinée de Sav, Panini Comics, 2024 ((en) The High Republic Adventures 2, 2023)
- Les Aventures : La Terreur sans nom, Panini Comics, 2023 ((en) The High Republic Adventures: The Nameless Terror, 2023)

##### Phase III:Les Épreuves des Jedi

###### Romans
- Sauvetage sur Valo, Hachette Jeunesse, coll. « Bibliothèque verte », 2025 ((en) Escape from Valo, 2024), trad. Julien Bétan, 224 p.  (ISBN 978-2-01-724538-4)Écrit avec Alyssa Wong (en).

###### Comics
- Les Aventures 1 : Maintenant ou jamais, Panini Comics, 2024 ((en) The High Republic Adventures 1, 2024)
- Les Aventures 2 : Sans monde natal, Panini Comics, 2025 ((en) The High Republic Adventures 2, 2025)
- Les Aventures 3, Panini Comics, 2025 ((en) The High Republic Adventures 3, 2025)À paraître le 24 septembre 2025
- (en) The High Republic Adventures: Dispatches from the Occlusion Zone, 2025

### Romans indépendants
- (en) The Book of Lost Saints, 2019